# Media Player Classic
Media Player Classic (MPC) és un Reproductor multimèdia per a Microsoft Windows. El programa simula l'aspecte de l'antic Windows Media Player 6.4 però integra més opcions i característiques oposades en reproductors més moderns. Aquest reproductor i els seus derivats són el reproductor per defecte d'alguns pack de còdecs com K-Lite Codec Pack i Combined Community Codec Pack.
Media Player Classic fou originalment creat i mantingut per un programador de nom "Gabest". Fou desenvolupat com un programa de codi tancat, però després va ser rellicenciat com programari lliure sota els termes de la GNU General Public License. MPC està allotjat en el projecte guliverkli a SourceForge.net.

## Característiques

### Reproducció de MPEG-1, MPEG-2 i MPEG-4
Media Player Classic té capacitat per a reproduir VCD, SVCD i DVD, Sense necessitat d'instal·lar cap programa addicional. Té decodificadors per a vídeo en MPEG-2 amb suport de subtítols i àudio en LPCM, MP2, AC3 i DTS, i també conté un millorat visor d'arxius MPEG que suporta reproducció de VCDs i SVCDs usant el lector de VCD/SVCD/XCD. A partir del 30 d'octubre de 2005 Gabest afegí suport per a *.mp4 i MPEG-4 Timed Text. Un filtre decodificador AAC fou presentat també, que assolí que MPC siga capaç de reproduir AAC en contenidors MP4, com una alternativa a Winamp i iTunes.

### Arquitectures DirectShow, QuickTime i RealPlayer
Media Player Classic està primerament basat sobre l'arquitectura DirectShow i, per tant, directament usa els filtres decodificadors de Directshow instal·lats. Per exemple quan s'instal·la el filtre directshow de codi obert ffdshow, mpc ofereix una reproducció ràpida, d'alta qualitat i amb habilitats de post processat dels formats DivX, Xvid, H.264 i Flash Video.
MPC proveeix suport beta de DXVA, per a targetes de vídeo NVIDIA i ATI compatibles amb H.264 o VC-1. Aquest suport proveeix acceleració per maquinari a la reproducció d'aquests formats.
Addicionalment, MPC també pot usar l'arquitectures QuickTime i RealPlayer (si estan instal·lades en el computador) per a reproduir aquests formats.

### Contenedores Matroska y Ogg
Media Player Classic inclou suport nadiu dels contenidors OGM i Matroska. No obstant això la reproducció de OGM està limitada pel filtre CoreVorbis. Açò afecta els nous formats (2006 des d'ara). La raó d'aquest problema és que MPC usa un hard-coded o un filtre Vorbis antic, així si s'instal·len nous filtres, MPC és incapaç d'usar-los.

### TV
MPC suporta reproducció i gravació de televisió si un TV tuner compatible és instal·lat.

## Derivats
A causa de l'aturat desenvolupament de Media Player Classic en maig del 2006 es van detectar algunes errades de programari. Des de llavors la comunitat del fòrum Doom9 ha mantingut les seues pròpies versions; va ser llançada la versió 6.4.9.1 lliure de bugs i amb biblioteques actualitzades; A més fou llançada altra versió, Media Player Classic Homecinema, adherint noves opcions, actualitzant llibreries i corregint fallades. Gabest, principal desenvolupador, indica que el desenvolupament del reproductor contínua al març del 2007, però no s'ha progressat en l'actualització del codi font.

### MPC Home Cinema
El projecte Media Player Classic Homecinema actualitzà el reproductor original adherint algunes funcions útils, descodificadors de vídeo addicionals (en particular H.264 i VC-1 amb suport DXVA), suport de renderitzat EVR, arranjament de fallades i més. També hi ha disponible una versió de 64 bit que suporta Windows XP x64 i Windows Vista x64.

## Violacions de la GPL, violacions del codi de MPC
A l'abril del 2005, Gabest anuncià que dos reproductors, de nom VX30 i The KMPlayer, han violat la General Public License (GPL) per usar porcions del codi font de MPC. Maui X-Stream, el distribuïdor de VX30, qui fou prèviament acusat de violacions de la GPL amb el seu programa CherryOS, no ha fet comentaris sobre l'assumpte. No obstant això, els autors de The KMPlayer han publicat un comentari oficial en el seu fòrum on neguen l'acusació.